# Crécy-sur-Serre
Pour les articles homonymes, voir Crécy et Serre (homonymie).
Crécy-sur-Serre est une commune française située dans le département de l'Aisne en région Hauts-de-France.

## Géographie
- 1Carte dynamique
- 2Carte OpenStreetMap
- 3Carte topographique

À une quinzaine de kilomètres au nord de Laon par la route, Crécy-sur-Serre est située à l'intersection des routes départementales D 642 et D 35.
| Montigny-sur-Crécy | Pargny-les-Bois   | Bois-lès-Pargny |
|                    | Crécy-sur-Serre   | Mortiers        |
| Pouilly-sur-Serre  | Chéry-lès-Pouilly | Chalandry       |

### Hydrographie
La commune est située dans le bassin Seine-Normandie. Elle est drainée par la Serre, la Souche, divers bras de la Serre et divers bras de la Souche,,.
La Serre, d'une longueur de 96 km, prend sa source dans la commune de La Férée, à 265 m d'altitude, et se jette  dans l'Oise (rive gauche) à Danizy, à 52 m d'altitude, après avoir traversé 39 communes. Les caractéristiques hydrologiques du la Serre sont données par la station hydrologique située sur la commune de Mortiers. Le débit moyen mensuel est de 7,66 m3/s. Le débit moyen journalier maximum est de 58,9 m3/s, atteint lors de la crue du 6 janvier 2001. Le débit instantané maximal est quant à lui de 59,2 m3/s, atteint le même jour.

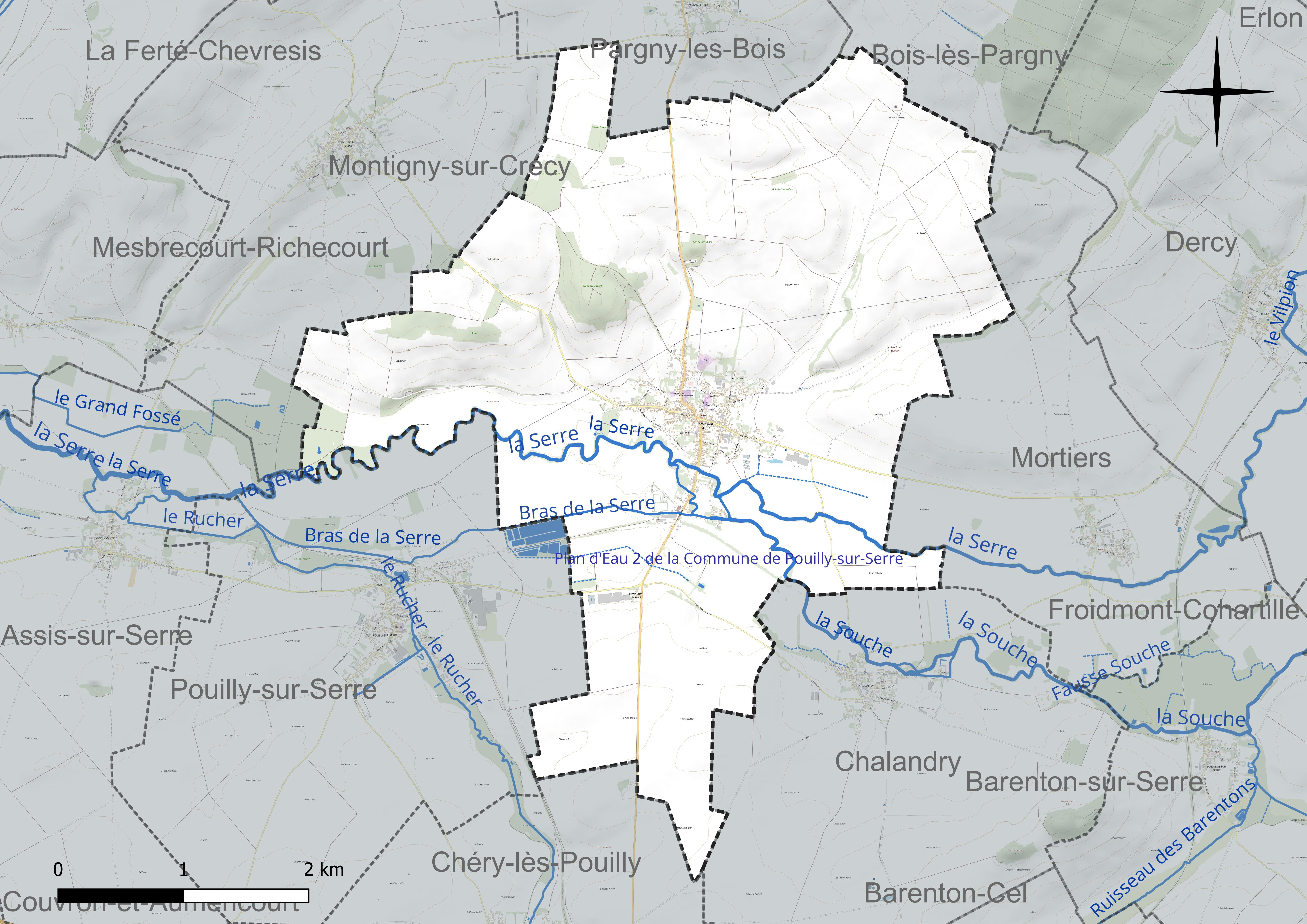
Réseau hydrographique de Crécy-sur-Serre.

La Souche, d'une longueur de 32 km, prend sa source dans la commune de Sissonne et se jette  dans la Serre sur la commune, après avoir traversé douze communes.

### Climat
Pour des articles plus généraux, voir Climat des Hauts-de-France et Climat de l'Aisne.
En 2010, le climat de la commune est de type climat océanique dégradé des plaines du Centre et du Nord, selon une étude du CNRS s'appuyant sur une série de données couvrant la période 1971-2000. En 2020, Météo-France publie une typologie des climats de la France métropolitaine dans laquelle la commune est exposée à un climat océanique altéré et est dans la région climatique Nord-est du bassin Parisien, caractérisée par un ensoleillement médiocre, une pluviométrie moyenne régulièrement répartie au cours de l'année et un hiver froid (3 °C).
Pour la période 1971-2000, la température annuelle moyenne est de 10,4 °C, avec une amplitude thermique annuelle de 15,2 °C. Le cumul annuel moyen de précipitations est de 731 mm, avec 12,1 jours de précipitations en janvier et 8,8 jours en juillet. Pour la période 1991-2020, la température moyenne annuelle observée sur la station météorologique la plus proche, située sur la commune d'Aulnois-sous-Laon à 9 km à vol d'oiseau, est de 11,0 °C et le cumul annuel moyen de précipitations est de 685,6 mm,. Pour l'avenir, les paramètres climatiques de la commune estimés pour 2050 selon différents scénarios d'émission de gaz à effet de serre sont consultables sur un site dédié publié par Météo-France en novembre 2022.

## Urbanisme

### Typologie
Au 1er janvier 2024, Crécy-sur-Serre est catégorisée bourg rural, selon la nouvelle grille communale de densité à 7 niveaux définie par l'Insee en 2022.
Elle est située hors unité urbaine. Par ailleurs la commune fait partie de l'aire d'attraction de Laon, dont elle est une commune de la couronne,. Cette aire, qui regroupe 106 communes, est catégorisée dans les aires de 50 000 à moins de 200 000 habitants,.

### Occupation des sols
L'occupation des sols de la commune, telle qu'elle ressort de la base de données européenne d'occupation biophysique des sols Corine Land Cover (CLC), est marquée par l'importance des territoires agricoles (91,9 % en 2018), en diminution par rapport à 1990 (93,3 %). La répartition détaillée en 2018 est la suivante : 
terres arables (90,4 %), zones urbanisées (5,3 %), forêts (2,9 %), zones agricoles hétérogènes (1 %), prairies (0,4 %).
L'évolution de l'occupation des sols de la commune et de ses infrastructures peut être observée sur les différentes représentations cartographiques du territoire : la carte de Cassini (XVIIIe siècle), la carte d'état-major (1820-1866) et les cartes ou photos aériennes de l'IGN pour la période actuelle (1950 à aujourd'hui).

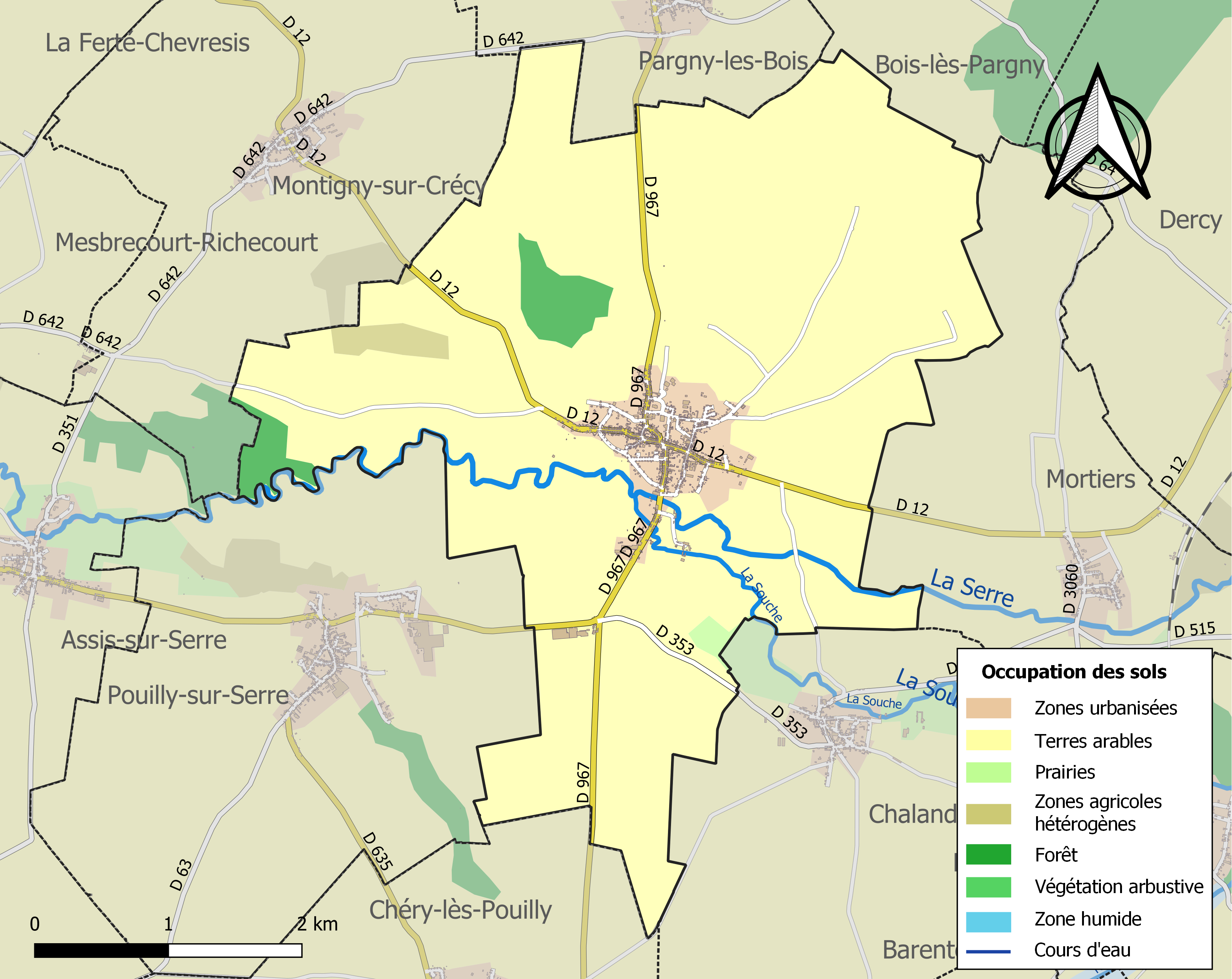
Carte des infrastructures et de l'occupation des sols de la commune en 2018 (CLC).

## Toponymie

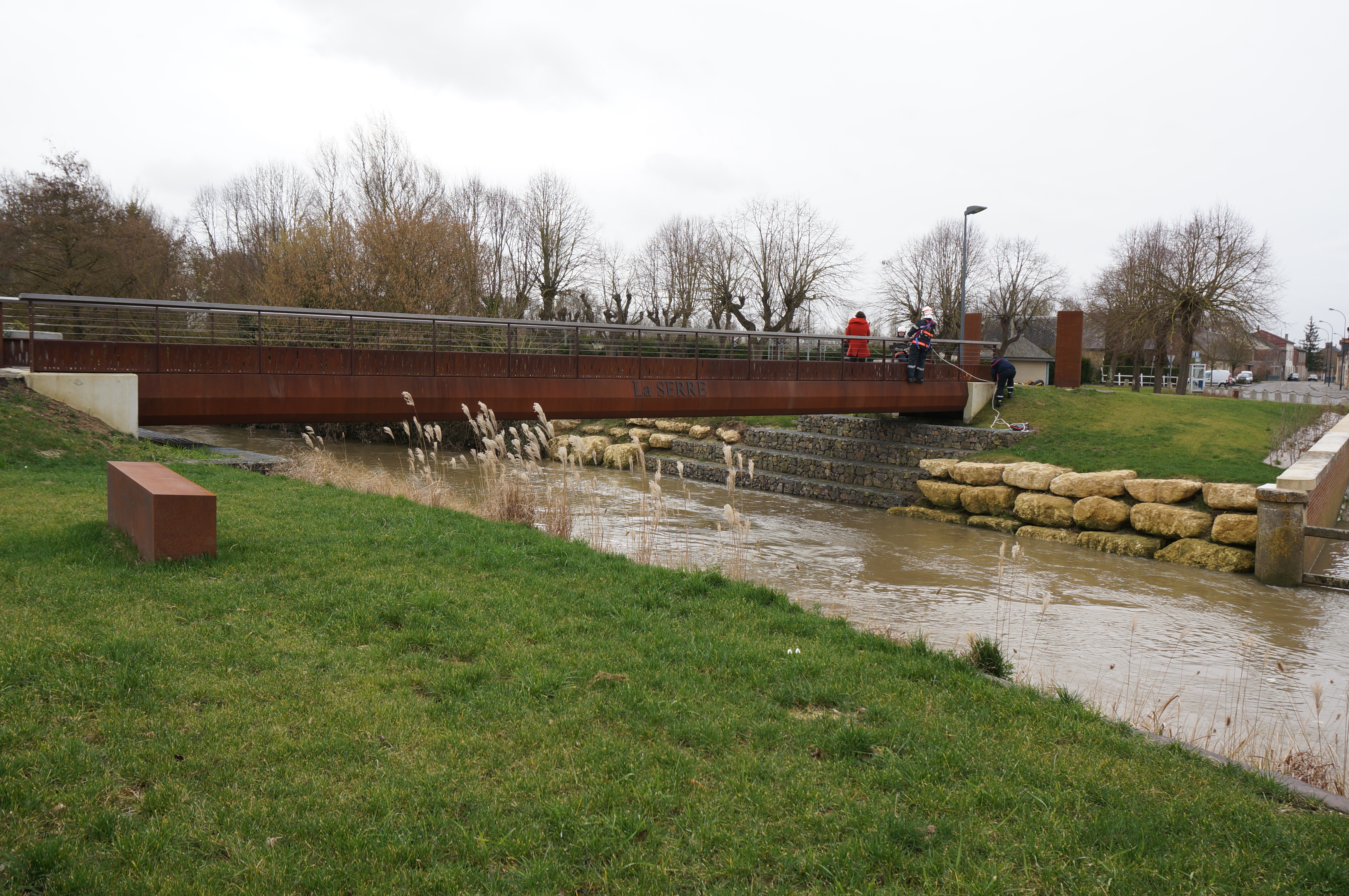
Pont passant au-dessus de la Serre à Crécy-sur-Serre.

Le village est cité pour la première fois sous l'appellation  de Crissi en 1132, Villa et potesta Creciacicum puis Créceicum dans un cartulaire de l'abbaye de Foigny en 1184. Le nom variera encore ensuite de nombreuses fois en fonction des différents transcripteurs : Créci, Crechi, Territorium de Creceyo, Creciacum-supra-Seram, Crécy-et-Sepli sur Sree, Crécy-sur-Cerre, Crescy-sur-Sere et enfin l'écriture actuelle Crécy-sur-Serre sur la carte de Cassini au XVIIIe siècle
.
Voir Crecy-la-Chapelle
La Serre est une rivière française, affluent de la rive gauche de l'Oise, donc sous-affluent de la Seine. Elle coule dans les départements des Ardennes et de l'Aisne, dans les anciennes régions Picardie et Champagne-Ardenne, donc dans les nouvelles régions Hauts-de-France et Grand-Est.
Le nom Serre est issu d'un mot celtique pour plusieurs toponymistes comme Albert Dauzat, Ernest Nègre, Charles Rostaing. Le nom vient d'une variante féminine d'un radical pré-celtique ser signifiant « couler, mouvoir rapidement et violemment »,. Une racine indo-européenne *ser- de même signification a été conjecturée,. On retrouve une origine étymologique similaire avec la Sarre et la Sère.

## Histoire
|  |  |  |

La carte de Cassini montre qu'au XVIIIe siècle, Crécy-sur-Serre est un bourg situé sur la rive droite de la Serre. 

Il est traversé du nord au sud par le chemin de Guise à Laon. Des ponts en pierre permettent de traverser la rivière. 

Un moulin à eau, encore existant de nos jours, est représenté par une roue dentée.
La mention Poste indique que Crécy-sur-Serre possédait un relais de poste aux chevaux.

### Seconde Guerre mondiale
Le 19 mai 1940, la 4e division cuirassée commandée par le colonel Charles de Gaulle s'oppose à la 10e Panzerdivision allemande à Crécy dans le but d'essayer de prendre les ponts sur la Serre. Les chars français pénètrent dans Crécy-sur-Serre bien défendue par les canons antichars allemands. Trop peu nombreux, les Français se replient au soir, laissant 28 chars sur le terrain sans avoir infligé de pertes matérielles importantes aux Allemands.

### Passé ferroviaire de la ville
| Crécy-sur-Serre |

De 1878 à 1959, Crécy-sur-Serre a été traversée par la ligne de chemin de fer Dercy-Mortiers à Versigny, qui, venant de la gare de Chalandry, se dirigeait vers Pouilly-sur-Serre.
 
Cette ligne servait aux transport de passagers, de marchandises, de betteraves sucrières, de pierre à chaux.
À partir de 1950, avec l'amélioration des routes et le développement du transport automobile, le trafic ferroviaire a périclité et la ligne a été fermée en 1959.  L'ancienne gare est devenue aujourd'hui une habitation.

### Événement météorologique
Le 1er juin 2008, lors de gros orages qui ont touché le Nord-Est de la France, le bourg de Crécy-sur-Serre a été touché par une mini-tornade vers 20 h, causant l'effondrement d'une grange et détériorant les toitures de quatre maisons, sans faire de blessés.

### Séply-sur-Serre
Séply-sur-Serre était un petit village voisin de Crécy-sur-Serre ; il n'existe plus. Auguste Matton, archiviste du Département et membre de la Société académique de Laon, écrivait en 1871 : « Le village de Ceply faisait partie de la commune de Crécy-sur-Serre et se trouvait dans la plaine vers Chalandry entre la rivière Souche et le nouveau lit de la Serre ; l'emplacement de l'ancienne église appartient encore aujourd'hui à la fabrique de Crécy-sur-Serre. Il est maintenant détruit. ». Ceply était aussi désigné sous le nom de Seply-sur-Sère (ou Seply-sur-Serre). En 1661, le curé et doyen de Crécy-sur-Serre, Mre Adrien Leclercq, inscrivait les baptêmes sur un registre intitulé : « Registre baptistaire de l'église Saint-Rémy de Crécy et de Seply sur Sère ».

## Politique et administration

### Découpage territorial
La commune de Crécy-sur-Serre est membre de la communauté de communes du Pays de la Serre, un établissement public de coopération intercommunale (EPCI) à fiscalité propre créé le 17 décembre 1992 dont le siège est à Crécy-sur-Serre. Ce dernier est par ailleurs membre d'autres groupements intercommunaux.
Sur le plan administratif, elle est rattachée à l'arrondissement de Laon, au département de l'Aisne et à la région Hauts-de-France. Sur le plan électoral, elle dépend du  canton de Marle pour l'élection des conseillers départementaux, depuis le redécoupage cantonal de 2014 entré en vigueur en 2015, et de la première circonscription de l'Aisne  pour les élections législatives, depuis le dernier découpage électoral de 2010.

### Administration municipale
| Période                                  | Période                       | Identité              | Étiquette | Qualité |
| ---------------------------------------- | ----------------------------- | --------------------- | --------- | --- |
| Les données manquantes sont à compléter. |                               |                       |           | |
| mars 1959                                | décembre 1993                 | Charles Brazier       | DVD       | Agriculteur Conseiller général de Crécy-sur-Serre (1951 → 1993) Président du conseil général de l'Aisne (1985 → 1988) Président de la CC du Pays de la Serre (1986 → 1993) Décédé en fonction |
| décembre 1993                            | mars 2014                     | Bernard Ronsin        | DVD       | Forgeron Conseiller général de Crécy-sur-Serre (2001 → 2015) |
| mars 2014                                | octobre 2020                  | Pierre-Jean Verzelen, | UMP → LR  | Conseiller départemental de Marle (2015 → ) Vice-président du conseil départemental (2015 → 2020) Président du SDIS de l'Aisne (2019 → 2020) Président de l'Union des maires de l'Aisne (2017 → ) Président de la CC du Pays de la Serre (2014 → 2020) Sénateur de l'Aisne (2020 → ) Démissionnaire à la suite de son élection comme sénateur |
| octobre 2020,                            | En cours (au 9 novembre 2020) | Bertrand Jonneaux     |           | Commerçant Vice-président de la CC du Pays de la Serre (2020 → ) |

## Démographie
L'évolution du nombre d'habitants est connue à travers les recensements de la population effectués dans la commune depuis 1793. Pour les communes de moins de 10 000 habitants, une enquête de recensement portant sur toute la population est réalisée tous les cinq ans, les populations de référence des années intermédiaires étant quant à elles estimées par interpolation ou extrapolation. Pour la commune, le premier recensement exhaustif entrant dans le cadre du nouveau dispositif a été réalisé en 2008.

En 2022, la commune comptait 1 487 habitants, en évolution de −0,6 % par rapport à 2016 (Aisne : −1,97 %, France hors Mayotte : +2,11 %).
| 1793  | 1800  | 1806  | 1821  | 1831  | 1836  | 1841  | 1846  | 1851  |
| ----- | ----- | ----- | ----- | ----- | ----- | ----- | ----- | ----- |
| 1 780 | 1 922 | 2 009 | 2 047 | 2 085 | 2 052 | 2 034 | 2 155 | 2 216 |

| 1856  | 1861  | 1866  | 1872  | 1876  | 1881  | 1886  | 1891  | 1896  |
| ----- | ----- | ----- | ----- | ----- | ----- | ----- | ----- | ----- |
| 2 056 | 2 085 | 1 953 | 1 965 | 1 955 | 1 943 | 1 959 | 1 926 | 1 860 |

| 1901  | 1906  | 1911  | 1921  | 1926  | 1931  | 1936  | 1946  | 1954  |
| ----- | ----- | ----- | ----- | ----- | ----- | ----- | ----- | ----- |
| 1 845 | 1 834 | 1 666 | 1 566 | 1 637 | 1 519 | 1 602 | 1 576 | 1 671 |

| 1962  | 1968  | 1975  | 1982  | 1990  | 1999  | 2006  | 2008  | 2013  |
| ----- | ----- | ----- | ----- | ----- | ----- | ----- | ----- | ----- |
| 1 691 | 1 598 | 1 594 | 1 700 | 1 542 | 1 550 | 1 488 | 1 471 | 1 485 |

| 2018  | 2022  | - | - | - | - | - | - | - |
| ----- | ----- | - | - | - | - | - | - | - |
| 1 500 | 1 487 | - | - | - | - | - | - | - |

## Culture locale et patrimoine

### Lieux et monuments

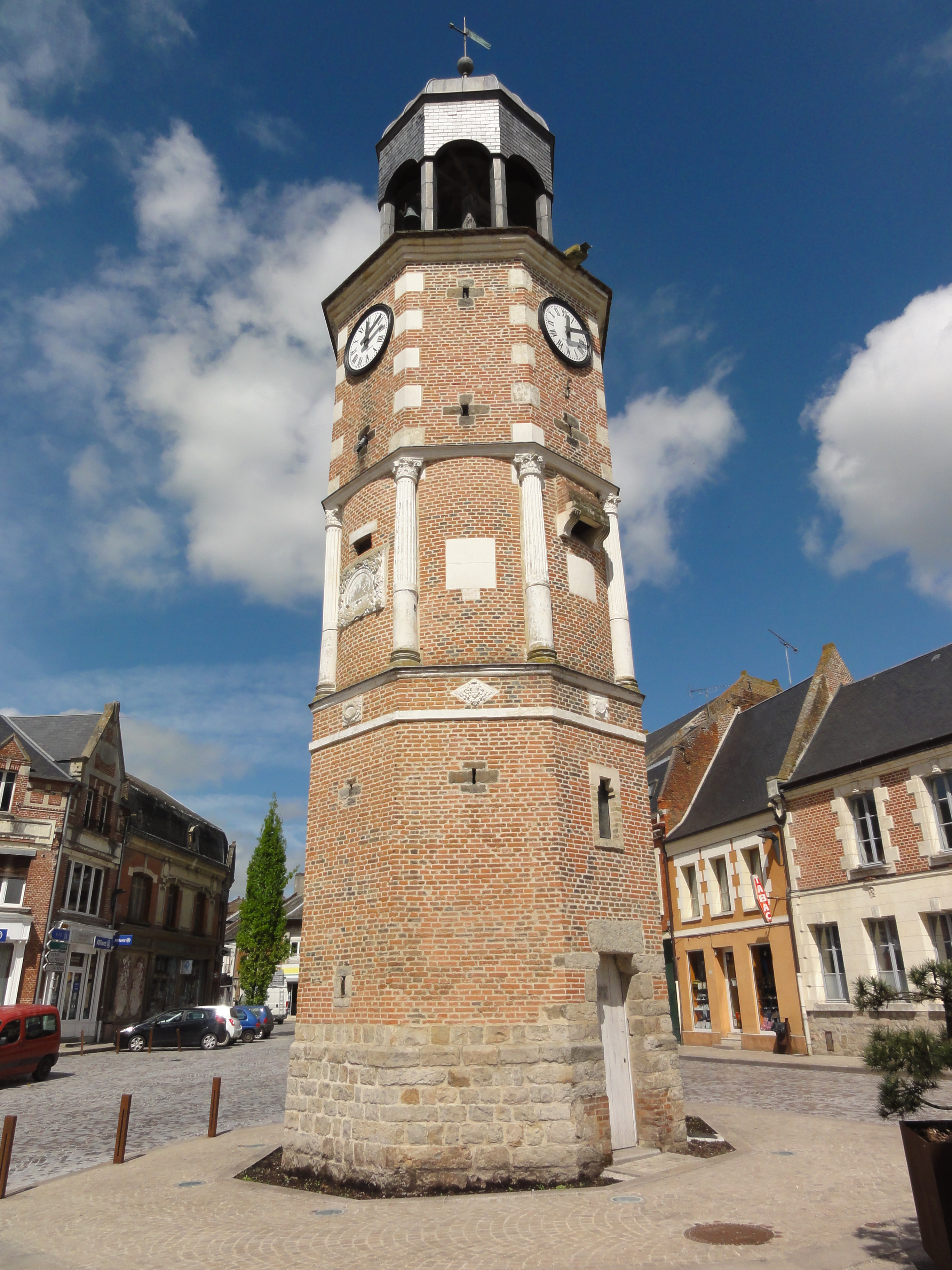
Beffroi dit Tour de Crécy.
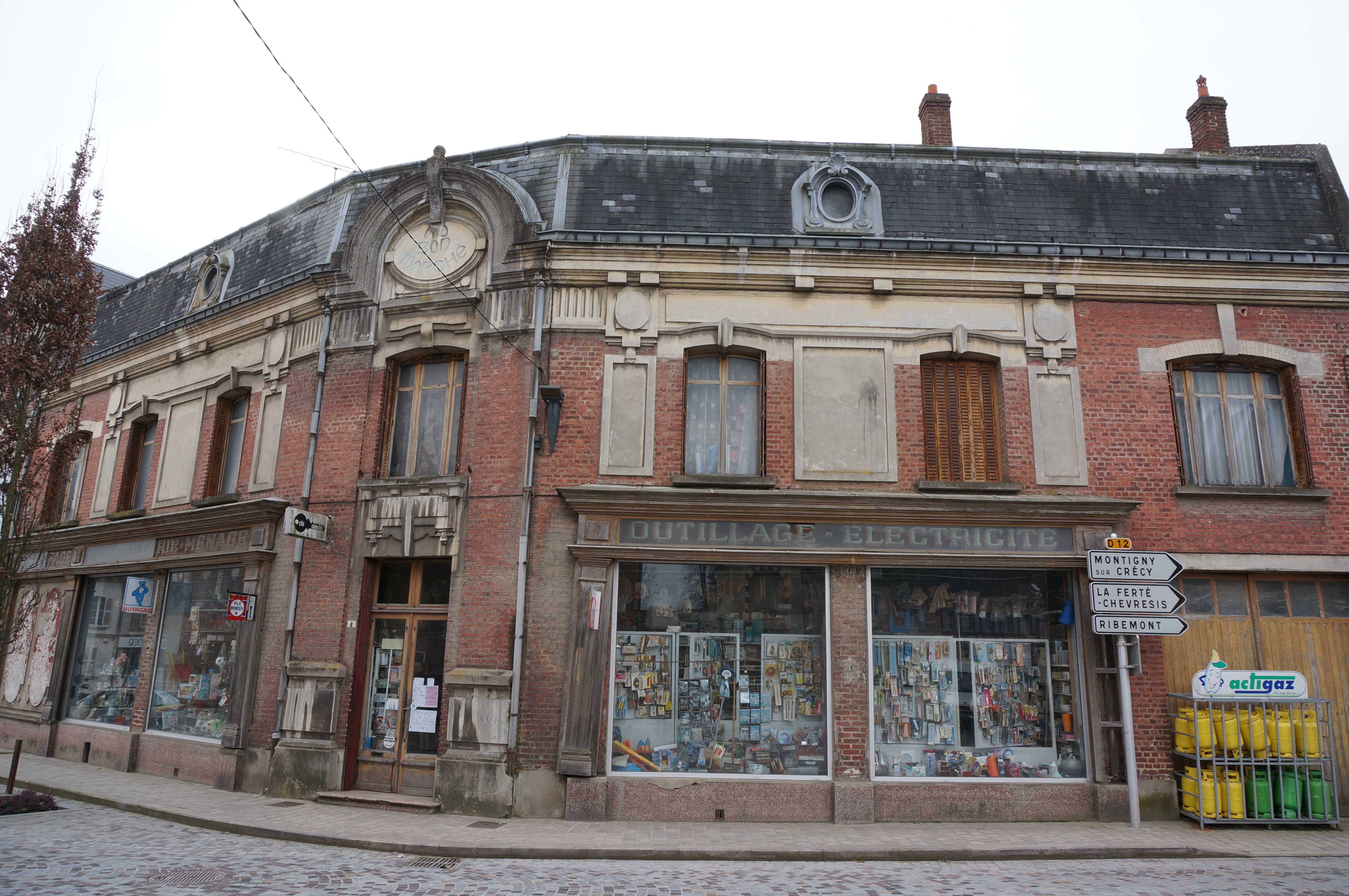
Magasin Au bon marché.
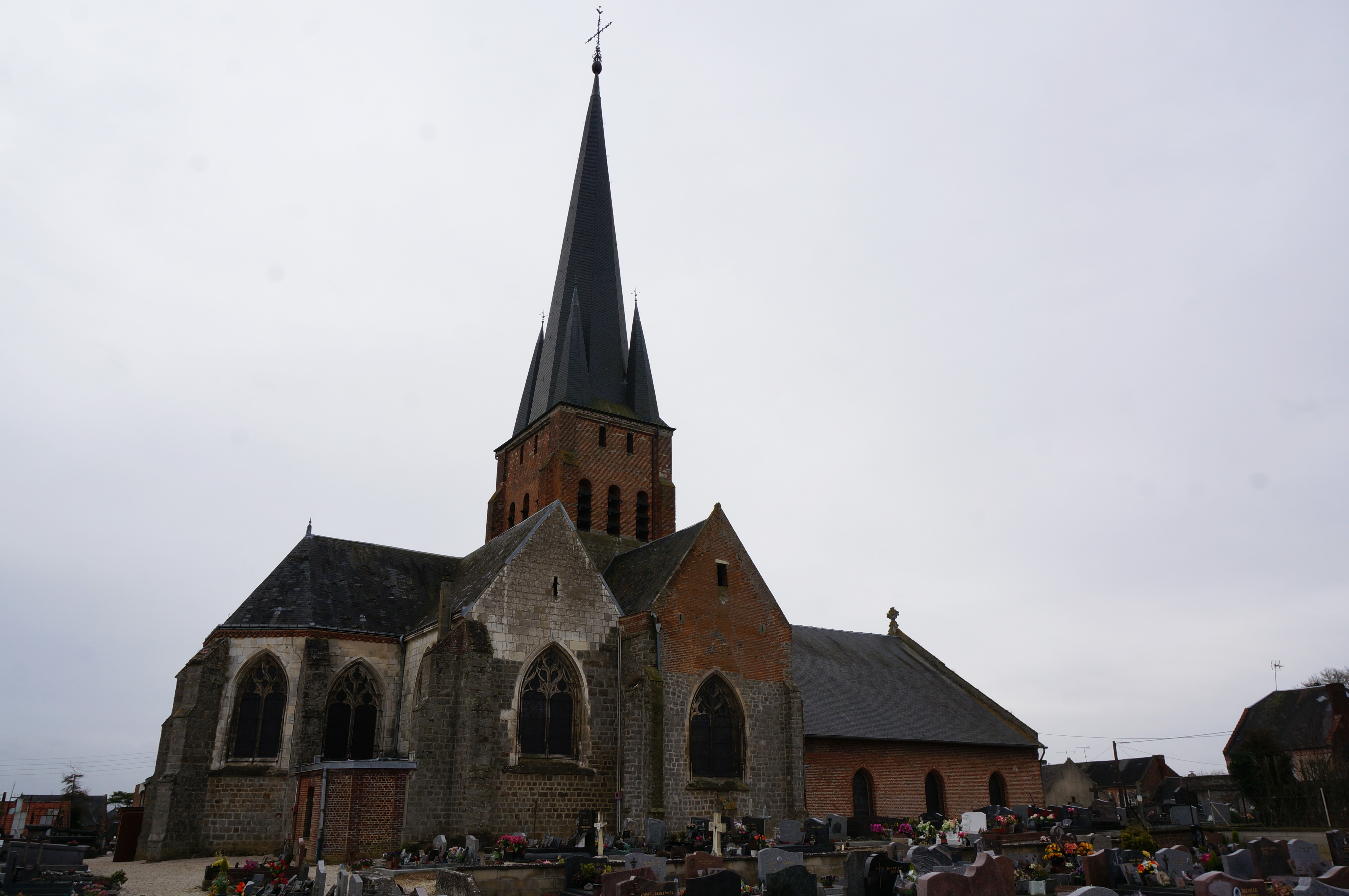
Église Saint-Rémi.
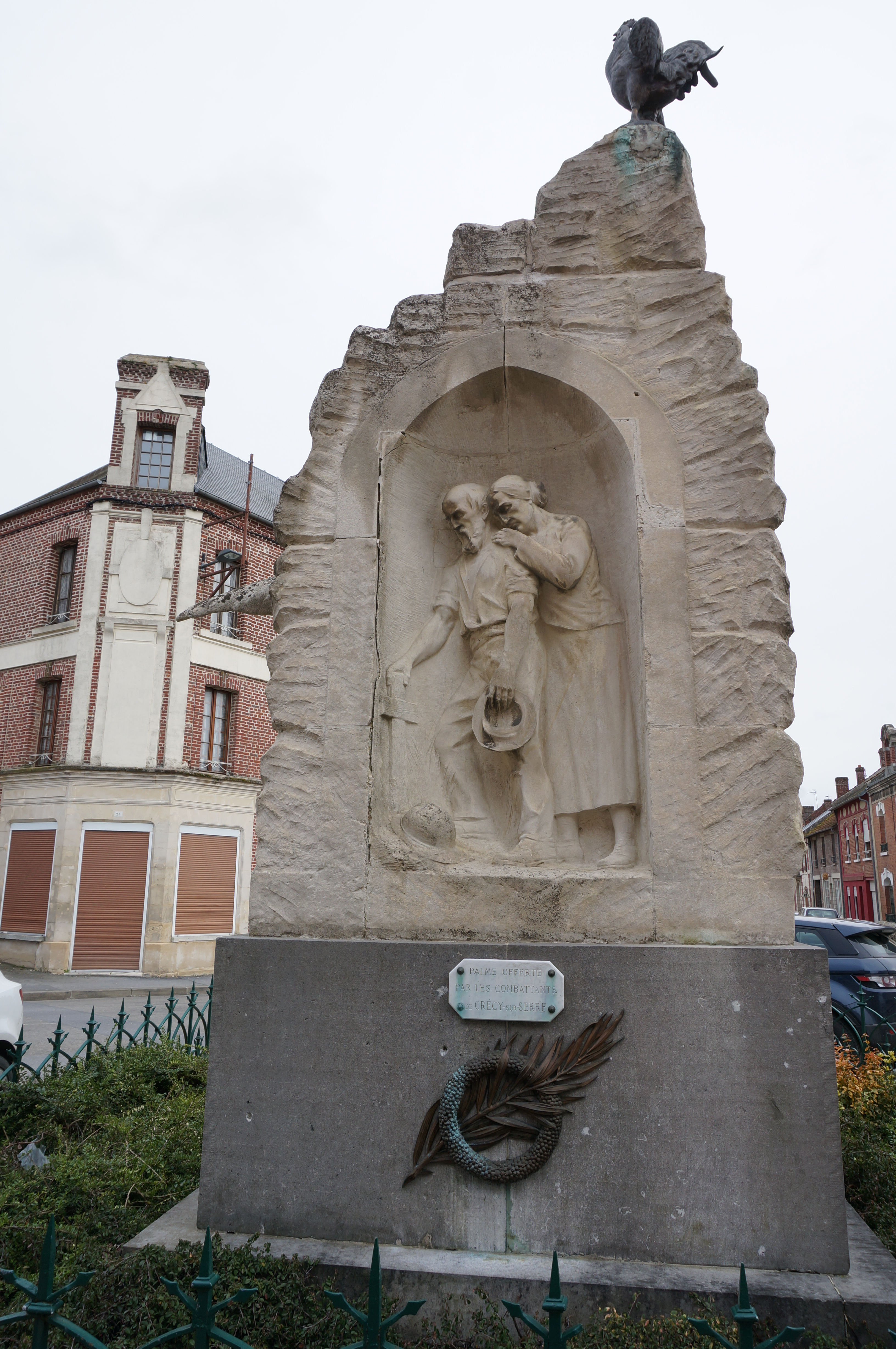
Monument aux morts.
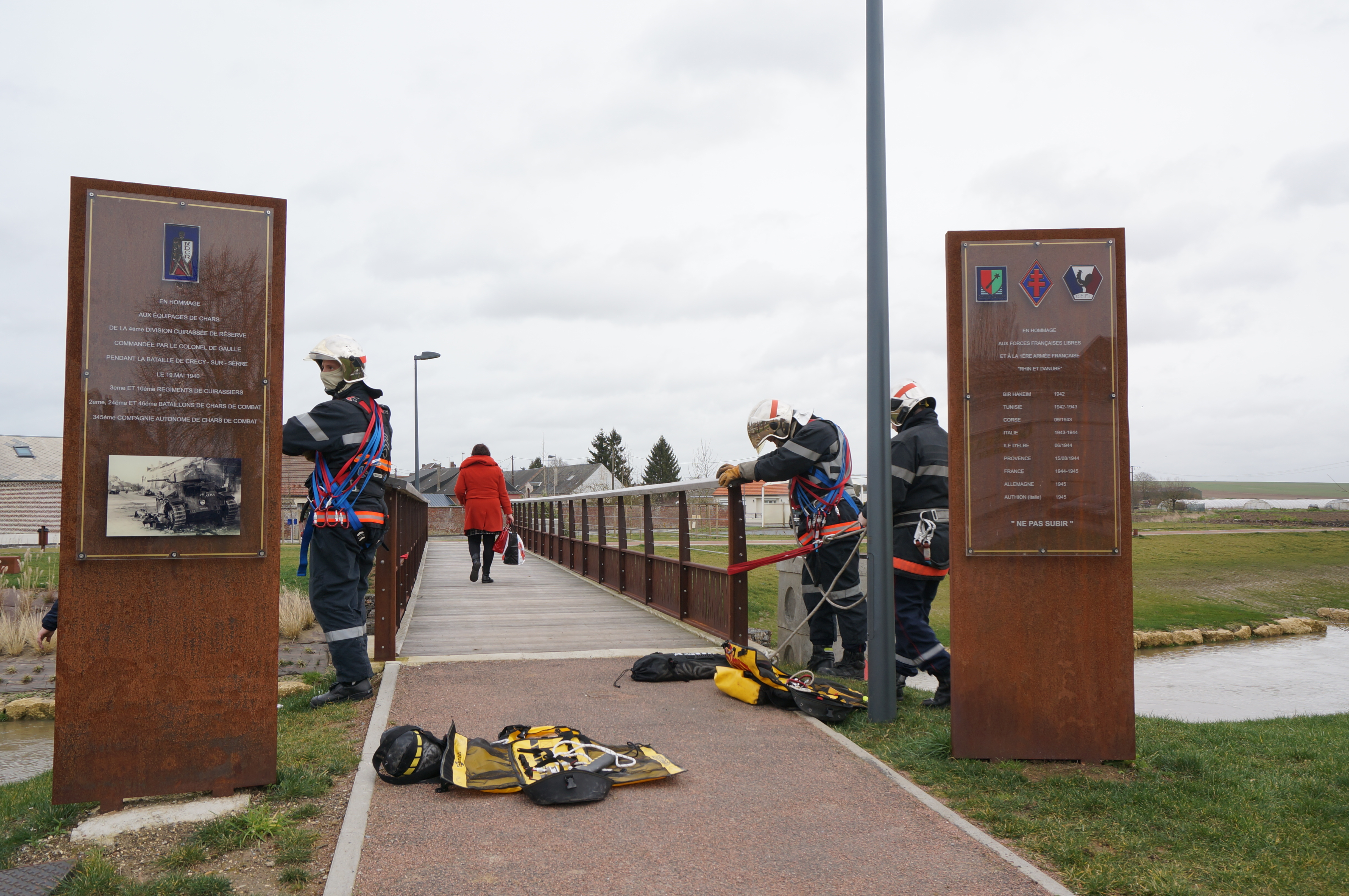
Pont sur la Serre en hommage aux combats de mai 1940.

- La façade de l'hôtel de ville, datée du XVIIIe siècle, est classée au titre des monuments historiques depuis 1928.
- Maison du XVIIe siècle, située place des Alliés, classée au titre des monuments historiques en 1931.
- L'église Saint-Rémi qui était romane fut rebâtie en gothique avant de trouver sa forme actuelle du XVIe siècle.
- Beffroi dit tour de Crécy. Haute de 16 m, elle est mentionnée depuis le XIIe siècle et a été ruinée lors des guerres de Religion. Rebâtie en brique, elle fut touchée par les obus lors de la Première Guerre mondiale car elle abritait un poste d'observation et un relais téléphonique allemand. Elle est classée au titre des monuments historiques depuis 1921.

### Héraldique
| Blason de Crécy-sur-Serre | Blason  | De gueules à la burelle ondée d'argent (d'azur) ; à deux crosses d'or, passées en sautoir et brochant sur le tout. Ornements extérieursCroix de guerre 1914-1918 |
| Blason de Crécy-sur-Serre | Détails | Le statut officiel du blason reste à déterminer. |

## Pour approfondir